# Ian McIntyre
Ian McIntyre (né le 12 février 1974 à Montréal, dans la province de Québec au Canada) est un joueur professionnel de hockey sur glace.

## Carrière de joueur
Entre 1991 et 1995, il a joué avec les Harfangs de Beauport de la Ligue de hockey junior majeur du Québec.
À l'été 1992, il a été repêché au 4e tour (76e au total) par les Nordiques de Québec.
Il joue par la suite avec le Crunch de Syracuse de la Ligue américaine de hockey et avec les Nailers de Wheeling de l'East Coast Hockey League.
En 1997, il s'en va en Europe, alors qu'il se joint aux Cardiff Devils de la EIHL. Il passe quatre saisons avec cette équipe, puis deux saisons avec les London Knights.
En 2003-2004, il joue avec les Iserlohn Roosters de la DEL, puis avec le Mission de Saint-Jean de la Ligue de Hockey Sénior Majeur du Québec.
Par la suite, il retourne passer une autre saison dans l'EIHL, cette fois avec les London Racers.
En 2005-2006, il joue avec les Dragons de Verdun de la Ligue nord-américaine de hockey.
Il commence la saison 2006-2007 avec les Summum-Chiefs de Saint-Jean-sur-Richelieu, puis il est échangé au Top Design de Saint-Hyacinthe.
Il passe la majeure partie des deux saisons suivantes avec le CIMT de Rivière-du-Loup.
Il commence la saison 2009-2010 avec le CIMT de Rivière-du-Loup, puis le 18 octobre, il est échangé au Lois Jeans de Pont-Rouge. Le 13 novembre, il retourne avec le CIMT de Rivière-du-Loup. Le 21 décembre, il est échangé au CRS Express de Saint-Georges.
Le 24 janvier 2011, il signe un contrat avec le Cool FM 103,5 de Saint-Georges.

## Statistiques
| Saison    | Équipe                                    | Ligue   |    | Saison régulière | Saison régulière | Saison régulière | Saison régulière | Saison régulière |   | Séries éliminatoires | Séries éliminatoires | Séries éliminatoires | Séries éliminatoires | Séries éliminatoires |
| Saison    | Équipe                                    | Ligue   | PJ | B                | A                | Pts              | Pun              | PJ               | B | A                    | Pts                  | Pun                  |                      |                      |
| 1991-1992 | Harfangs de Beauport                      | LHJMQ   | 63 | 29               | 32               | 61               | 250              | -                | - | -                    | -                    | -                    |                      |                      |
| 1992-1993 | Harfangs de Beauport                      | LHJMQ   | 44 | 14               | 18               | 32               | 115              | -                | - | -                    | -                    | -                    |                      |                      |
| 1993-1994 | Harfangs de Beauport                      | LHJMQ   | 71 | 23               | 53               | 76               | 133              | 12               | 3 | 11                   | 14                   | 27                   |                      |                      |
| 1994-1995 | Harfangs de Beauport                      | LHJMQ   | 56 | 10               | 33               | 43               | 149              | 18               | 1 | 4                    | 5                    | 49                   |                      |                      |
| 1995-1996 | Crunch de Syracuse                        | LAH     | 57 | 6                | 7                | 13               | 108              | 2                | 0 | 0                    | 0                    | 0                    |                      |                      |
| 1996-1997 | Nailers de Wheeling                       | ECHL    | 16 | 1                | 3                | 4                | 16               | -                | - | -                    | -                    | -                    |                      |                      |
| 1996-1997 | Crunch de Syracuse                        | LAH     | 40 | 3                | 12               | 15               | 57               | -                | - | -                    | -                    | -                    |                      |                      |
| 1997-1998 | Cardiff Devils                            | EIHL    | 42 | 8                | 10               | 18               | 82               | -                | - | -                    | -                    | -                    |                      |                      |
| 1998-1999 | Cardiff Devils                            | EIHL    | 39 | 5                | 18               | 23               | 38               | -                | - | -                    | -                    | -                    |                      |                      |
| 1999-2000 | Cardiff Devils                            | EIHL    | 41 | 5                | 22               | 27               | 60               | 6                | 0 | 2                    | 2                    | 0                    |                      |                      |
| 2000-2001 | Cardiff Devils                            | EIHL    | 48 | 9                | 17               | 26               | 123              | 6                | 0 | 4                    | 4                    | 14                   |                      |                      |
| 2001-2002 | London Knights                            | EIHL    | 48 | 15               | 18               | 33               | 56               | 7                | 1 | 5                    | 6                    | 4                    |                      |                      |
| 2002-2003 | London Knights                            | EIHL    | 32 | 10               | 9                | 19               | 38               | 18               | 6 | 8                    | 14                   | 14                   |                      |                      |
| 2003-2004 | Mission de Saint-Jean                     | LHSMQ   | 21 | 9                | 13               | 22               | 36               | -                | - | -                    | -                    | -                    |                      |                      |
| 2003-2004 | Iserlohn Roosters                         | DEL     | 13 | 4                | 4                | 8                | 36               | -                | - | -                    | -                    | -                    |                      |                      |
| 2004-2005 | London Racers                             | EIHL    | 38 | 8                | 18               | 26               | 40               | -                | - | -                    | -                    | -                    |                      |                      |
| 2005-2006 | Dragons de Verdun                         | LNAH    | 18 | 2                | 10               | 12               | 30               | -                | - | -                    | -                    | -                    |                      |                      |
| 2006-2007 | Summum-Chiefs de Saint-Jean-sur-Richelieu | LNAH    | 4  | 1                | 4                | 5                | 4                | -                | - | -                    | -                    | -                    |                      |                      |
| 2006-2007 | Top Design de Saint-Hyacinthe             | LNAH    | 35 | 11               | 18               | 29               | 95               | 5                | 1 | 0                    | 1                    | 14                   |                      |                      |
| 2007-2008 | CIMT de Rivière-du-Loup                   | LCH-AAA | 35 | 20               | 35               | 55               | 92               | 9                | 4 | 9                    | 13                   | 17                   |                      |                      |
| 2007-2008 | Top Design de Saint-Hyacinthe             | LNAH    | 1  | 0                | 0                | 0                | 0                | -                | - | -                    | -                    | -                    |                      |                      |
| 2007-2008 | Mission de Sorel-Tracy                    | LNAH    | -  | -                | -                | -                | -                | 3                | 0 | 1                    | 1                    | 18                   |                      |                      |
| 2008-2009 | CIMT de Rivière-du-Loup                   | LNAH    | 39 | 12               | 33               | 45               | 70               | 5                | 0 | 1                    | 1                    | 17                   |                      |                      |
| 2009-2010 | CIMT de Rivière-du-Loup                   | LNAH    | 12 | 0                | 3                | 3                | 22               | -                | - | -                    | -                    | -                    |                      |                      |
| 2009-2010 | Lois Jeans de Pont-Rouge                  | LNAH    | 6  | 3                | 3                | 6                | 8                | -                | - | -                    | -                    | -                    |                      |                      |
| 2009-2010 | CRS Express de Saint-Georges              | LNAH    | 11 | 1                | 3                | 4                | 31               | 13               | 2 | 0                    | 2                    | 24                   |                      |                      |
| 2010-2011 | Cool FM 103,5 de Saint-Georges            | LNAH    | 8  | 0                | 0                | 0                | 18               | 9                | 0 | 2                    | 2                    | 31                   |                      |                      |

## Trophées et honneurs personnels
- Ligue de hockey junior majeur du Québec
- 1991-1992 : nommé dans l’équipe d'étoiles des recrues.
- Ligue canadienne de hockey
  - Nommé dans l’équipe d'étoiles des recrues en 1992.
- Ligue nord-américaine de hockey
  - 2009-2010 : gagne la Coupe Futura avec le CRS Express de Saint-Georges.